# Škoda-Kauba Sk 257
Škoda-Kauba Sk 257 byl cvičný letoun navržený konstrukční kanceláří Škoda-Kauba Flugzeugbau v Protektorátu Čechy a Morava. Byl určen pro výcvik stíhacích pilotů Luftwaffe během druhé světové války. Šlo o jednomístný dolnoplošník se zatahovacím podvozkem.

## Vznik a vývoj
Rakouský letecký konstruktér Otto Kauba, zakladatel konstrukční kanceláře Škoda-Kauba Flugzeugbau v Praze, zkonstruoval v roce 1943 letoun Škoda-Kauba Sk V4 s motorem Argus As 10C určený k zaškolování stíhacích pilotů. Po testech dvou prototypů vyrobených v nedalekých továrnách Avia rozhodlo Říšské ministerstvo letectví (RLM) o modifikaci letounu s výkonnějším motorem Argus As 410 (485 hp) a novým označením Sk 257. Testy čtyř vyrobených prototypů prokázaly kvalitní letové vlastnosti a ministerstvo rozhodlo o sériové produkci, která měla probíhat v leteckých opravnách v Trenčianských Biskupicích na Slovensku. Z té bylo nakonec vyrobeno jen pět kusů špatného dílenského zpracování, které nesplňovalo podmínky požadované kvality při inspekci kontrolorů Luftwaffe. Výroba byla zastavena. Většina vyrobených letounů byla na konci války přesunuta do Prahy a jejich další osud je nejasný.

## Dochované levé křídlo
Dochovalo se levé křídlo letounu Sk 257, které roku 1997 od Národního technického muzea získal Vojenského historického ústavu. Křídlo je vystaveno na výstavě Letecká výroba na území Čech a Moravy v letech 1939–45 v Leteckém muzeu Kbely.

## Specifikace
Zdroj:

### Technické údaje
- Osádka: 1 pilot
- Rozpětí: 7,6 m
- Délka: 7,1 m
- Výška: ? m
- Nosná plocha: 8,4 m²
- Prázdná hmotnost: ? kg
- Vzletová hmotnost: 1 030 kg
- Pohonná jednotka: 1 × invertní dvanáctiválcový vidlicový motor Argus As 410 (485 hp)

### Výkony
- Maximální rychlost: 350 km/h